# Estación de Maillé
La estación de Maillé es una estación ferroviaria francesa de la línea París - Burdeos, situada en la comuna de Maillé, en el departamento de Indre y Loira, en la región de Centro. Por ella circulan principalmente trenes regionales que unen Tours con Poitiers.

## Historia
Fue inaugurada por la Compagnie du chemin de fer de Paris à Orléans el 15 de julio de 1851. En 1938 las seis grandes compañías privadas que operaban la red se fusionaron en la empresa estatal SNCF. Desde 1997 la gestión de las vías corresponde a la RFF mientras que la SNCF gestiona la estación.

## Descripción
La estación es un simple apeadero que se compone de dos andenes laterales y de dos vías. Los cambios de andén se realizan por un paso subterráneo. 

## Servicios ferroviarios

### Regionales
Los trenes regionales TER Centro y TER Poitou-Charentes enlazan Tours con Port-de-Piles y Tours con Poitiers. 